# Boňkov
Boňkov település Csehországban, a Havlíčkův Brod-i járásban. Boňkov Věž és Herálec településekkel határos. Lakosainak száma 76 fő (2024. január 1.).

## Népesség
A település lakosságának változását az alábbi diagram mutatja:
| Lakosok száma | 196  | 196  | 198  | 152  | 104  | 58   | 68   | 77   | 75   | 76   |
|               | 1869 | 1890 | 1921 | 1950 | 1980 | 2001 | 2017 | 2019 | 2022 | 2024 |